# Hidvári Imre
Hidvári Imre (Dömsöd, 1945. március 5. – Kazincbarcika, 2019. november 25.) magyar költő, író, okleveles mérnök, középiskolai tanár.

## Élete
Középiskolai tanulmányait okleveles gépésztechnikus végzettséggel zárta, majd a Nehézipari Műszaki Egyetemen elvégezte a vegyipari gépészeti gépészmérnök szakot. Második diplomáját a budapesti vegyészmérnöki karon szerezte: okleveles korróziós szakmérnök lett. 1982-ben pedig megszerezte a Budapesti Műszaki Egyetem Gépészmérnöki Karán a harmadik egyetemi végzettséget jelentő mérnöktanárit.
Technikusként a Tiszai Vegyi Kombinátnál és a Tüzeléstechnikai Kutatóintézetnél dolgozott, később hét hónapig műtősként a miskolci Honvéd Kórházban (jelenleg: Szent Ferenc Kórház). Az egyetem után mérnökként helyezkedett el, 1970-től a Borsodi Vegyi Kombinát dolgozója. Itt ötszörös kiváló mérnök címet szerzett, majd Budapesten az Országos Alkotó Ifjúság Kiállításán miniszteri dicséretet kapott.
1977-től nyugállományba vonulásáig (2008. január 3.) a kazincbarcikai Irinyi János Középiskolában tanított, ahol ifjúságvédelmi felelősként és a diákmozgalmat segítő pedagógusként is számítottak rá. Évekig az "IDÖK", Irinyi Diákönkormányzati, Diákjóléti, Oktatási és Sport (Közhasznú) Alapítvány kuratóriumának elnökeként tevékenykedett. A Kazincbarcikai Kábítószerügyi Egyeztető Fórum (KKEF) és a Kazincbarcikai Egyesületek Fóruma (KEF) munkájában is részt vett.
Évekig az Észak-Magyarország napilap külső munkatársa volt, felelős szerkesztője a Kazincbarcikai Fiatalnak, évekig a Kazincbarcikai Közélet alapító szerkesztő bizottságának a tagja, a Balegyenesnek a főszerkesztője.
Közreműködött a szocialista városok lakói számára szervezett országos vers- és novellaíró pályázatok lebonyolításában.
A gyermekek oktatása-nevelése érdekében végzett kiemelkedő munkájáért 2007-ben Pedagógus Szolgálati Emlékéremmel jutalmazták.
2015 nyarán egyik szervezője és alapító tagja a kazincbarcikai Mezey István Művészeti Központban megalakuló Kazinci Klubnak. 2016 tavaszától a klub irodalmi folyóiratának, az Ő-szülő Kikeletnek főszerkesztője. A 2018 júniusában megjelenő lapban (III. évfolyam 2. szám) ő volt a bemutatkozó alkotó.
2019-ig önzetlen támogatója és mentora volt a borsodi fiatal tehetségeknek.

## Művei
- Szakító próba - antológia (szerkesztő) (Kazincbarcika, Szakító Próba Antológia Egyesülete, 1993) A borítót és a grafikákat Mezey István készítette. ISBN 963 04 2857 1[4]
- Széki emlékeim (Kazincbarcika, 1998) ISBN 963 550 901 4[5]
- Sajátságos kör a körben (1998)
- Éneklő fegyverek (Dráma két felvonásban) (2004)[6]
- Az Irinyi János Szakközépiskola és Kollégium története dióhéjban (2004)
- Forrás voltam (Kazincbarcika, 2010) A grafikákat Spitzmüller Szandra Tímea készítette. ISBN 978 963 06 9141 3
  - Adok (2006)
  - Tört kövek (2006)
  - Kővirág (2004–2005)
  - Körben (2001)
  - Dátumok
- Nevenincsben (Kazincbarcika, 2011) Ikerkönyvek 1-2. címmel is. ISBN 978 963 08 1118 7 (1. köt.) ISBN 978 963 08 1119 4 (2. köt.)
- Nulladik típusú emlékezés (A mi egyetemünk)[7]
- Dekád (Kazincbarcika, 2013)[8]
- Ajándék Kazincbarcikának – 60 - antológia (szerkesztő) (Kazincbarcika, 2015, fotók: Fodor Péter, borítógrafika: László Erzsébet) ISBN 9789631214734[9]
- Lélekvetés - antológia (felelős kiadó, főszerkesztő, alkotó) (Kazincbarcika, Kazinci Klub, 2018) ISBN 978-615-00-4008-0[10]

## Az általa lektorált kötetek
- 1998-ban szerkesztette és tördelte Czifra János: Alku nélkül című kötetét.
- Szőke Lajos: A szerelem utcasarkain[11] (ISBN 963-430-130-4) című könyvét ő tipografálta, korrektúrázta és lektorálta 2002-ben.

## Könyvbemutatói
- 2005-ben mutatta be Labancz Attila (Zachar Rita rajzaival illusztrált) Árnyék és fény című könyvét.
- 2006-ban az Egressy Béni Művelődési Központban ajánlotta az olvasók figyelmébe Szegedi Tamás András: Bujaság húrjain című kötetét.
- Kiss Simon Gergő: KÉRDÉS/JELEK című művét 2008 januárjában mutatta be az Egressy Béni Művelődési Központban, majd Berentén 2008. január 30-án.

## Elismerései
- Pedagógus Szolgálati Emlékérem (2007)
- SZAKE Életmű-díj (Szakmai Középiskolásokért Kulturális Egyesület, 2016. március 19.)[12]
- A Kazincbarcikai Egyesületek Fóruma Civil díja –  posztumusz (2020)[13]

## Emlékezete
- 2019. december 14-én az Álomkód című antológiát mutatta be a Kazinci Klub a Mezey István Művészeti Központban. A rendezvény első perceiben emlékeztek meg Hidvári Imrére, aki megálmodója, létrehozója volt a Kazinci Klubnak. Az életét a kultúrának szentelő elhunyt költő tiszteletére Hidvári Imre-díjat alapítanak. Minden év decemberében elismerő oklevéllel jutalmazzák majd azt a személyt, aki tevékenységével kiemelkedően sokat tett a kultúráért és a közjóért.[14]